# Bj league
La bj league (del inglés Basketball Japan League) fue una liga profesional de baloncesto en Japón, que se disputó desde 2005 hasta 2016. 
La Liga de Baloncesto en Japón operaba con el sistema estadounidense de equipos franquicia. Junto a la BJ existe otra liga llamada Japan Basketball League, fundada en 1996, cuyos equipos pertenecían a corporaciones y los clubes afiliados de otra manera, con ascensos y descensos entre sus dos divisiones, pero no entre BJ y JBL-1. Esta organización es similar a la Rugby Super League en Inglaterra y también se muestra en la Liga de baloncesto británico (que incluye a los clubes de Inglaterra y Escocia).
La liga se expandió a lo largo de los años hasta alcanzar 24 equipos. Uno de sus principales patrocinadores fue Spalding.
En junio de 2012, la Japan Basketball Association anunció establecer una Liga Nacional de Baloncesto (NBL), que reemplazó a la JBL. En 2016, la bj league y la NBL se fusionaron en la nueva B.League.
.

## Equipos
Conferencia del Este
- Iwate Gran Bulls (Prefecture de Iwate)
- Akita Northern Happinets (Prefectura de Akita)
- Sendai 89ERS (Sendai, Prefectura de Miyagi)
- Niigata Albirex BB (Niigata, Prefectura de Niigata)
- Toyama Urogallos (Prefectura de Toyama)
- Shinshu Brave Warriors (Prefectura de Nagano)
- Gunma CraneThunders (Prefectura de Gunma)
- Saitama Broncos (Prefectura de Saitama)
- Tokyo Cinq Rêves (Tokio)
- Yokohama B-Corsairs (Yokohama, Prefectura de Kanagawa)

Conferencia Oeste
- Hamamatsu Higashimikawa Phoenix (Hamamatsu, Prefectura de Shizuoka y Área Higashimikawa, Prefectura de Aichi)
- Shiga Lakestars (Prefectura de Shiga)
- Kyoto Hannaryz (Kyoto)
- Osaka Evessa (Prefectura de Osaka)
- Shimane Susanoo Magic (Prefectura de Shimane)
- Takamatsu Five Arrows (Takamatsu, Prefectura de Kagawa)
- Rizing Fukuoka (Prefectura de Fukuoka)
- Oita Heat Devils (Beppu, Prefectura de Oita)
- Ryukyu Oro Reyes (Prefectura de Okinawa)

Equipos cesados
- Tokyo Apache (Tokio)
- Miyazaki Shining Suns (Prefectura de Miyazaki)

## Expansión
Los planes de expansión de la bj-league a 24 equipos de la temporada 2014-15, el 10º aniversario de la creación de la liga.
Varias organizaciones están compitiendo para la expansión. Los que están en la carrera por la expansión son:
- Ibaraki - Ibaraki Longhorns
- Nara - Bambitious Nara
- Aomori - Aomori Wats
- Hiroshima
- Kagoshima

La liga también está considerando la creación de ligas específicas para jóvenes, mujeres y personas con discapacidad.

## Campeones Playoff
| Temporada | Campeones                       | Subcampeones                    |
| --------- | ------------------------------- | ------------------------------- |
| 2005–06   | Osaka Evessa                    | Niigata Albirex BB              |
| 2006–07   | Osaka Evessa                    | Takamatsu Five Arrows           |
| 2007–08   | Osaka Evessa                    | Tokyo Apache                    |
| 2008–09   | Ryukyu Golden Kings             | Tokyo Apache                    |
| 2009–10   | Hamamatsu Higashimikawa Phoenix | Osaka Evessa                    |
| 2010–11   | Hamamatsu Higashimikawa Phoenix | Ryukyu Golden Kings             |
| 2011–12   | Ryukyu Golden Kings             | Hamamatsu Higashimikawa Phoenix |
| 2012–13   | Yokohama B-Corsairs             | Rizing Fukuoka                  |
| 2013–14   | Ryukyu Golden Kings             | Akita Northern Happinets        |
| 2014–15   | Hamamatsu Higashimikawa Phoenix | Akita Northern Happinets        |
| 2015–16   | Ryukyu Golden Kings             | Toyama Grouses                  |

## All-Star Game
| Temporada | Fecha                   | Arena                       | Ciudad                              | Resultado         | MVP (Equipo)                            |
| --------- | ----------------------- | --------------------------- | ----------------------------------- | ----------------- | --------------------------------------- |
| 2006-07   | 27 de enero de 2007     | Ginowan Municipal Gymnasium | Ginowan City, Prefectura de Okinawa | EAST 126-97 WEST  | Jerod Ward (Toyama Grouses)             |
| 2007-08   | 29 de diciembre de 2007 | Toki Messe                  | Niigata City, Prefectura de Niigata | EAST 121-94 WEST  | Kosuke Naoto (Niigata Albirex BB)       |
| 2008-09   | 25 de enero de 2009     | B-Con Plaza                 | Beppu, Prefectura de Ōita           | EAST 117-96 WEST  | Bobby St. Preux (Sendai 89ERS)          |
| 2009-10   | 31 de enero de 2010     | Sekisui Heim Super Arena    | Rifu, Prefectura de Miyagi          | WEST 105–102 EAST | Michael Parker (Rizing Fukuoka)         |
| 2010-11   | 23 de enero de 2011     | Osaka Prefectural Gymnasium | Osaka, Prefectura de Osaka          | WEST 110–109 EAST | Michael Parker (Rizing Fukuoka)         |
| 2011–12   | 15 de enero de 2012     | Saitama Super Arena         | Saitama, Saitama Prefecture         | WEST 120–93 EAST  | Lynn Washington (Osaka Evessa)          |
| 2012–13   | 20 de enero de 2013     | Ariake Coliseum             | Koto Ward, Tokio                    | WEST 128–119 EAST | Michael Parker (Shimane Susanoo Magic)  |
| 2013–14   | 26 de enero de 2014     | Akita Municipal Gymnasium   | Akita, Akita Prefecture             | EAST 98–91 WEST   | Yuki Togashi (Akita Northern Happinets) |
| 2014–15   | 1 de febrero de 2015    | ALSOK Gunma Arena           | Gunma, Gunma Prefecture             | WEST 105–94 EAST  | Terrance Woodbury (Shiga Lakestars)     |
| 2015–16   | 26 de enero de 2016     | Xebio Arena Sendai          | Sendai, Miyagi Prefecture           | EAST 115–108 WEST | Le'Bryan Nash (Fukushima Firebonds)     |

## Premios

### MVP de la temporada
| Temporada | Recipiente      | Equipo                          |
| --------- | --------------- | ------------------------------- |
| 2005–06   | Lynn Washington | Osaka Evessa                    |
| 2006–07   | David Palmer    | Osaka Evessa                    |
| 2007–08   | Lynn Washington | Osaka Evessa                    |
| 2008–09   | Jeff Newton     | Ryukyu Golden Kings             |
| 2009–10   | Wendell White   | Hamamatsu Higashimikawa Phoenix |
| 2010–11   | Jeffrey Parmer  | Hamamatsu Higashimikawa Phoenix |
| 2011–12   | Justin Burrell  | Yokohama B-Corsairs             |
| 2012–13   | Anthony McHenry | Ryukyu Golden Kings             |
| 2013–14   | Masashi Joho    | Toyama Grouses                  |
| 2014–15   | Kejuan Johnson  | Sendai 89ers                    |
| 2015–16   | Wendell White   | Sendai 89ers                    |

### Best 5
| Temporada | Guard                                              | Guard                                   | Forward                                          | Forward                                         | Center                                        |
| --------- | -------------------------------------------------- | --------------------------------------- | ------------------------------------------------ | ----------------------------------------------- | --------------------------------------------- |
| 2005-06   | Matt Lottich (Osaka Evessa)                        | Yukinori Suzuki (Oita Heat Devils)      | Michael Jackson (Sendai 89ERS)                   | William Pippen (Tokyo Apache)                   | Nick Davis (Niigata Albirex BB)               |
| 2006-07   | Kouhei Aoki (Tokyo Apache)                         | Rasheed Sparks (Takamatsu Five Arrows)  | Lynn Washington (Osaka Evessa)                   | Andy Ellis (Oita Heat Devils)                   | Nick Davis (Niigata Albirex BB)               |
| 2007-08   | Mikey Marshall (Osaka Evessa)                      | Naoto Takushi (Ryukyu Golden Kings)     | Reggie Warren (Takamatsu Five Arrows)            | Andy Ellis (Oita Heat Devils)                   | Patrick Whearty (Sendai 89ERS)                |
| 2008-09   | Michael Gardener (Hamamatsu Higashimikawa Phoenix) | Naoto Takushi (Ryukyu Golden Kings)     | Bobby St. Preux (Sendai 89ERS)                   | Lynn Washington (Osaka Evessa)                  | Jeff Newton (Ryukyu Golden Kings)             |
| 2009-10   | Kouhei Aoki (Tokyo Apache)                         | Mahmoud Abdul-Rauf (Kyoto Hannaryz)     | Michael Parker (Rizing Fukuoka)                  | Wendell White (Hamamatsu Higashimikawa Phoenix) | Julius Ashby (Tokyo Apache)                   |
| 2010-11   | Wayne Arnold (Hamamatsu Higashimikawa Phoenix)     | Takumi Ishizaki (Shimane Susanoo Magic) | Jeffrey Parmer (Hamamatsu Higashimikawa Phoenix) | Michael Parker (Rizing Fukuoka)                 | Anthony McHenry (Ryukyu Golden Kings)         |
| 2011–12   | Jermaine Dixon (Hamamatsu Higashimikawa Phoenix)   | Masashi Joho (Toyama Grouses)           | Kevin Palmer (Rizing Fukuoka)                    | Justin Burrell (Yokohama B-Corsairs)            | Atsuya Ohta (Hamamatsu Higashimikawa Phoenix) |
| 2012–13   | Narito Namizato (Ryukyu Golden Kings)              | Draelon Burns (Yokohama B-Corsairs)     | Anthony McHenry (Ryukyu Golden Kings)            | Chris Holm (Niigata Albirex BB)                 | Jeral Davis (Shimane Susanoo Magic)           |
| Temporada | Guard                                              | Guard                                   | Forward/Center                                   | Forward/Center                                  | Forward/Center                                |
| 2013–14   | Yuki Togashi (Akita Northern Happinets)            | Masashi Joho (Toyama Grouses)           | Ira Brown (Toyama Grouses)                       | Reggie Warren (Rizing Fukuoka)                  | Anthony McHenry (Ryukyu Golden Kings)         |
| 2014–15   | Shigehiro Taguchi (Akita Northern Happinets)       | Kejuan Johnson (Sendai 89ers)           | Scootie Randall (Iwate Big Bulls)                | Richard Roby (Akita Northern Happinets)         | Reggie Warren (Rizing Fukuoka)                |
| 2015–16   | Ryuichi Kishimoto (Ryukyu Golden Kings)            | Masashi Joho (Toyama Grouses)           | Le'Bryan Nash (Fukushima Firebonds)              | Wendell White (Sendai 89ers)                    | Josh Davis (Shimane Susanoo Magic)            |